# Hell Comes to Your House
Hell Comes to Your House je americké kompilační album vydané v roce 1981. Obsahuje výběr death rockových a punk rockových skladeb od různých interpretů.

## Seznam skladeb
1. Lude Boy - Social Distortion
2. Telling Them - Social Distortion
3. Daddy's Gone Mad - Legal Weapon
4. Puss 'N' Boots - Red Cross
5. Out Of My Head - Modern Warfare
6. Street Fightin' Man - Modern Warfare
7. Deception - Secret Hate
8. New Routine/Suicide - Secret Hate
9. Suburban Bitch - Conservatives
10. Just Cuz/Nervous - Conservatives
11. Evil - 45 Grave
12. Concerned Citizen - 45 Grave
13. 45 Grave - 45 Grave
14. Dogs - Christian Death
15. Reject Yourself - 100 Flowers
16. Marry It - Rhino 39
17. Death On The Elevator - Super Heroines
18. Embalmed Love - Super Heroines